# Nekrolog September 2014
Nekrolog
◄◄
| ◄
| 2010
| 2011
| 2012
| 2013
| 2014 | 2015 | 2016 | 2017 | 2018 | ► | ►►
Januar |
Februar |
März |
April |
Mai |
Juni |
Juli |
August |
September |
Oktober |
November |
Dezember 2014
Weitere Ereignisse | Allgemeiner Nekrolog 2014
Die Beschreibung der verstorbenen Person sollte so kurz wie möglich gehalten sein und nur deren signifikante Tätigkeit(en) enthalten.
Neue Namen ggf. auch unter dem Geburts- und Sterbedatum, also etwa unter 1. Januar und im Geburts- und Sterbejahr (2024) eintragen (nur bei entsprechender großer Wichtigkeit). Für Beispiele siehe die schon vorhandenen Artikel.
Außerdem über die fünf zuletzt Verstorbenen, zu denen es einen ausreichend guten Artikel für eine Präsentation auf der Hauptseite gibt, nach der todesbedingten Überarbeitung der Artikel ggf. auch unter Wikipedia Diskussion:Hauptseite informieren und sie am besten auch in den anderen Wikipedia-Sprachversionen eintragen. Tipp: Regelmäßig bei news.google.de nach „ist tot“, „gestorben“ oder „verstorben“ suchen.
Wenn eine Person gestorben ist, gibt es viele Seiten zu dieser Person in der Wikipedia, die davon auch betroffen sind und entsprechend aktualisiert werden müssen. Beispiele: Namenübersichtsseite, Geburtsjahr, Geburtsort-Seiten und viele mehr.
Wie finde ich die betroffenen Seiten?
Im Suchfeld auf der linken Seite gibt man den Suchbegriff so ein: „Vorname Nachname“. Dann klickt man auf Volltext und alle Seiten mit entsprechendem Suchtext werden aufgerufen. Hier sieht man dann schnell, wo auch das Todesjahr Sinn macht oder sogar ein Teil des Artikels angepasst werden muss. Auch hilft das „Werkzeug“ auf der linken Seite sehr gut, um solche Seiten aufzufinden: „Links auf diese Seite“. Somit ist die Wikipedia wieder aktuell in allen Bereichen! Hinweis: bei Eintragung der Kategorie „Gestorben JAHR“ wird der Missbrauchsfilter 49 ausgelöst, was jedoch nicht schlimm ist. Siehe: Spezial:Missbrauchsfilter/49
Dies ist eine Liste von im September 2014 verstorbenen bekannten Persönlichkeiten. Die Einträge erfolgen innerhalb der einzelnen Daten alphabetisch sortiert. Tiere sind im Nekrolog für Tiere zu finden.

## September
| Tag           | Name                                          | Beruf, bekannt als                                                             | Alter      | Beleg                                                |
| ------------- | --------------------------------------------- | ------------------------------------------------------------------------------ | ---------- | ---------------------------------------------------- |
| 30. September | Molvi Iftikhar Ansari                         | indischer Islamgelehrter und Politiker                                         | ≈72        |                                                      |
| 30. September | Kaj Björk                                     | schwedischer Politiker, Diplomat und Schriftsteller                            | 95         |                                                      |
| 30. September | Vítor Crespo                                  | portugiesischer Chemiker und Politiker                                         | 81         |                                                      |
| 30. September | Peter Gaposchkin                              | US-amerikanischer Mathematiker und Astronom                                    | 74         |                                                      |
| 30. September | Shizuko Gō                                    | japanische Schriftstellerin                                                    | 85         | ?                                                    |
| 30. September | Erik Hansen                                   | dänischer Kanute                                                               | 74         |                                                      |
| 30. September | Otto Hövels                                   | deutscher Mediziner                                                            | 93         |                                                      |
| 30. September | Élina Labourdette                             | französische Schauspielerin                                                    | 95         |                                                      |
| 30. September | Xu Lizhi                                      | chinesischer Wanderarbeiter und Blogger                                        | 24         |                                                      |
| 30. September | Geraldine Mock                                | US-amerikanische Pilotin                                                       | 88         | [ 1 ]                                                |
| 30. September | Martin Lewis Perl                             | US-amerikanischer Physiker                                                     | 87         |                                                      |
| 30. September | María Rodríguez                               | venezolanische Sängerin und Tänzerin                                           | 90         |                                                      |
| 30. September | Jewgeni Samsonow                              | sowjetischer Ruderer, Olympiazweiter und russischer Rudertrainer               | 88         |                                                      |
| 30. September | Walter Schaufelberger                         | Schweizer Militärhistoriker                                                    | 88         |                                                      |
| 30. September | Sheila Tracy                                  | britische Radiomoderatorin, Autorin und Musikerin                              | 80         |                                                      |
| 30. September | Liliane Wasserfallen-Rougemont                | Schweizer Jazzmusikerin                                                        | ≈87        |                                                      |
| 29. September | Warren Anderson                               | US-amerikanischer Manager                                                      | 92         |                                                      |
| 29. September | JP Auclair                                    | kanadischer Extremsportler                                                     | 37         |                                                      |
| 29. September | Teodor Beldie                                 | rumänischer Fußballspieler                                                     | 58         |                                                      |
| 29. September | Miguel Boyer                                  | spanischer Politiker                                                           | 75         |                                                      |
| 29. September | Mary Cadogan                                  | britische Kinderbuchautorin                                                    | 86         |                                                      |
| 29. September | Carlo Curis                                   | italienischer Erzbischof                                                       | 90         |                                                      |
| 29. September | Andreas Fransson                              | schwedischer Extremsportler                                                    | 31         |                                                      |
| 29. September | Dan Goossen                                   | US-amerikanischer Boxpromoter                                                  | 64         |                                                      |
| 29. September | Gert Lothar Haberland                         | deutscher Manager und Pharmakologe                                             | 86         |                                                      |
| 29. September | Davit Hakobyan                                | armenischer Politiker                                                          | 64         |                                                      |
| 29. September | René Heckenroth                               | französischer Jurist, Verwaltungsbeamter und Präfekt                           | 93         |                                                      |
| 29. September | Klaus Hörsting                                | deutscher Politiker                                                            | 64         |                                                      |
| 29. September | Yves Marchesseau                              | französischer Fernsehschauspieler                                              | 62         |                                                      |
| 29. September | Christian Mildbrandt                          | deutscher Grafiker und Illustrator                                             | 54         |                                                      |
| 29. September | Luis Nishizawa                                | mexikanischer Künstler                                                         | 96         |                                                      |
| 29. September | George Shuba                                  | US-amerikanischer Baseballspieler                                              | 89         |                                                      |
| 29. September | Cláudia Sousa                                 | portugiesische Verhaltensforscherin                                            | 39         |                                                      |
| 28. September | Dannie Abse                                   | britischer Schriftsteller                                                      | 91         |                                                      |
| 28. September | Ieke van den Burg                             | niederländische Politikerin                                                    | 62         |                                                      |
| 28. September | Nicolae Corneanu                              | rumänischer Bischof                                                            | 90         |                                                      |
| 28. September | Sheila Faith                                  | britische Politikerin                                                          | 86         |                                                      |
| 28. September | Markus Fürstenberger                          | Schweizer Historiker                                                           | 85         |                                                      |
| 28. September | Charles Hostler                               | US-amerikanischer Geheimdienstagent und Diplomat                               | 94         |                                                      |
| 28. September | Ursula Müller                                 | deutsche Leichtathletin und Handballspielerin                                  | 102        |                                                      |
| 28. September | Tuula Nyman                                   | finnische Schauspielerin                                                       | 71         |                                                      |
| 28. September | Walter Nothelfer                              | deutscher Verbandsfunktionär und Kommunalpolitiker                             | 91         |                                                      |
| 28. September | Sirkka Polkunen                               | finnische Skilangläuferin                                                      | 86         |                                                      |
| 28. September | Karl-Heinrich Rudersdorf                      | deutscher Journalist, Publizist und Entwicklungshelfer                         | 74         |                                                      |
| 28. September | José Luis Serna Alzate                        | kolumbianischer Bischof                                                        | 78         |                                                      |
| 28. September | Waltraut Skoddow                              | deutsche Schriftstellerin                                                      | 72         |                                                      |
| 28. September | Petr Skoumal                                  | tschechischer Komponist, Liedtexter und Pianist                                | 76         |                                                      |
| 28. September | Jakob Stämpfli                                | Schweizer Sänger und Hochschullehrer                                           | 79         | [ 2 ]                                                |
| 27. September | Gaby Aghion                                   | französische Modedesignerin und Unternehmerin                                  | 93         |                                                      |
| 27. September | Joan Benesh                                   | britische Balletttänzerin und -choreografin                                    | 94         |                                                      |
| 27. September | John Buckley, 3. Baron Wrenbury               | britischer Geistlicher und Politiker                                           | 87         |                                                      |
| 27. September | Raúl Carnota                                  | argentinischer Musiker                                                         | 66         |                                                      |
| 27. September | Morris Collen                                 | US-amerikanischer Mediziner                                                    | 100        |                                                      |
| 27. September | Floyd Creekmore                               | US-amerikanischer Clown                                                        | 98         |                                                      |
| 27. September | Werner H. A. Debler                           | deutscher Historiker, Buchautor und Pädagoge                                   | 73         |                                                      |
| 27. September | Maggy Domschke                                | deutsche Schauspielerin                                                        | 56         |                                                      |
| 27. September | Dorothea Kobs-Lehmann                         | deutsche Künstlerin                                                            | 84         |                                                      |
| 27. September | Carlos „Negro“ García López                   | argentinischer Musiker                                                         | 54         |                                                      |
| 27. September | Siet Gravendaal-Tammens                       | niederländische Widerstandskämpferin                                           | 100        |                                                      |
| 27. September | Wally Hergesheimer                            | kanadischer Eishockeyspieler                                                   | 87         |                                                      |
| 27. September | Park Honan                                    | US-amerikanischer Literaturwissenschaftler und Biograf                         | 86         |                                                      |
| 27. September | Rudolf Kellermayr                             | österreichischer Pädagoge und Kulturkritiker                                   | 93         |                                                      |
| 27. September | Yvonne-Ruth Killmer                           | deutsche Journalistin und Parteifunktionärin                                   | 93         | [ 3 ]                                                |
| 27. September | Antti Lovag                                   | ungarischer Architekt                                                          | 94         |                                                      |
| 27. September | Sarah Danielle Madison                        | US-amerikanische Schauspielerin                                                | 40         |                                                      |
| 27. September | Anna Morpurgo Davies                          | britische Sprachwissenschaftlerin                                              | 77         | [ 4 ]                                                |
| 27. September | Tihiro Ohkawa                                 | japanischer Physiker                                                           | 86         |                                                      |
| 27. September | Pierre-Luc Paquette                           | kanadischer Politiker                                                          | 46         |                                                      |
| 27. September | Jean-Jacques Pauvert                          | französischer Verleger und Autor                                               | 88         |                                                      |
| 27. September | George Roberts                                | US-amerikanischer Posaunist                                                    | 86         |                                                      |
| 27. September | Karl Joachim Schmidt-Tiedemann                | deutscher Physiker                                                             | 85         |                                                      |
| 27. September | Michael Scott-Joynt                           | britischer Bischof                                                             | 71         |                                                      |
| 27. September | Ingrid Strohschneider-Kohrs                   | deutsche Germanistin                                                           | 92         |                                                      |
| 27. September | Vittorio Dan Segre                            | italienisch-israelischer Diplomat und Autor                                    | 91         |                                                      |
| 27. September | Peter Burghard Strack                         | namibischer Architekt und Kunstsammler                                         | 74         | [ 5 ]                                                |
| 27. September | Jacqueline Stedall                            | britische Mathematikhistorikerin                                               | 64         |                                                      |
| 27. September | James Traficant                               | US-amerikanischer Politiker                                                    | 73         |                                                      |
| 26. September | Michaela Andörfer                             | deutsche Ordensschwester                                                       | 85         |                                                      |
| 26. September | Ivo Baučić                                    | kroatischer bzw. jugoslawischer Geograph und Demograph                         | 84         |                                                      |
| 26. September | John Carter                                   | US-amerikanischer Journalist und Herausgeber                                   | 86         |                                                      |
| 26. September | Göke Frerichs                                 | deutscher Politiker                                                            | 90         |                                                      |
| 26. September | Wouter Gortzak                                | niederländischer Journalist und Politiker                                      | 83         |                                                      |
| 26. September | Hermann Greiner                               | deutscher Offizier                                                             | 94         |                                                      |
| 26. September | Walther Gross                                 | österreichischer Künstler                                                      | 94         |                                                      |
| 26. September | Wolfgang Hutter                               | österreichischer Maler und Grafiker                                            | 85         |                                                      |
| 26. September | Wolfgang Leuck                                | deutscher Gebrauchsgrafiker und wissenschaftlicher Illustrator                 | 82         |                                                      |
| 26. September | Gerry Neugebauer                              | US-amerikanischer Astronom                                                     | 82         |                                                      |
| 26. September | Thomas Schamoni                               | deutscher Filmregisseur und Drehbuchautor                                      | 78         |                                                      |
| 26. September | Takamaro Shigaraki                            | japanischer Religionsphilosoph                                                 | 88         | [ 6 ]                                                |
| 26. September | Lothar von Versen                             | deutscher Liedermacher und Kabarettist                                         | 76         |                                                      |
| 26. September | Reinhard Wille                                | deutscher Sexualwissenschaftler                                                | 84         |                                                      |
| 26. September | William P. Wilson                             | US-amerikanischer Politikberater                                               | 86         |                                                      |
| 25. September | Pedro Aparicio Sánchez                        | spanischer Politiker                                                           | 71         | [ 7 ]                                                |
| 25. September | Toby Balding                                  | britischer Pferderennsporttrainer                                              | 78         |                                                      |
| 25. September | Farid Belkahia                                | marokkanischer Maler und Bildhauer                                             | 79         |                                                      |
| 25. September | Lowell Bollinger                              | US-amerikanischer Physiker                                                     | 91         |                                                      |
| 25. September | Karl Heinz Brandt                             | deutscher Archäologe                                                           | 92         |                                                      |
| 25. September | Stefan Grimm                                  | deutsch-britischer Toxikologe                                                  | 51         |                                                      |
| 25. September | Dietmar Irmer                                 | deutscher Schauspieler, Regisseur und Inspizient                               | 73         |                                                      |
| 25. September | Paul Rachbauer                                | österreichischer Ethnologe und Soziologe                                       | 65         |                                                      |
| 25. September | Elisabeth Schmid                              | Schweizer Politikerin                                                          | 90         |                                                      |
| 25. September | Oz                                            | deutscher Graffiti-Künstler                                                    | 64         |                                                      |
| 25. September | Sulejman Tihić                                | bosnischer Politiker                                                           | 62         |                                                      |
| 25. September | Dorothy Tyler                                 | britische Leichtathletin                                                       | 94         |                                                      |
| 25. September | Ossi Urchs                                    | deutscher Medien-Unternehmer und Fernsehmoderator                              | 60         |                                                      |
| 24. September | Eckart Berkes                                 | deutscher Leichtathlet                                                         | 65         | [ 8 ]                                                |
| 24. September | Fred Branfman                                 | US-amerikanischer Menschenrechtsaktivist                                       | 72         |                                                      |
| 24. September | Deborah Cavendish, Duchess of Devonshire      | britische Peeress und Autorin                                                  | 94         |                                                      |
| 24. September | Charly 2000                                   | deutscher Radiomoderator und DJ                                                | ?          | [ 9 ]                                                |
| 24. September | Edward Eveleigh                               | britischer Jurist                                                              | 96         |                                                      |
| 24. September | Ailo Gaup                                     | norwegischer Schriftsteller                                                    | 70         |                                                      |
| 24. September | Sebastian Haag                                | deutscher Extremskibergsteiger und -skifahrer                                  | 35         |                                                      |
| 24. September | Johannes Haider                               | österreichischer Künstler                                                      | 59         |                                                      |
| 24. September | Kurt Hartz                                    | deutscher Politiker                                                            | 78         |                                                      |
| 24. September | Christopher Hogwood                           | britischer Cembalist und Dirigent                                              | 73         | [ 10 ]                                               |
| 24. September | Carlotta Ikeda                                | japanische Butoh-Tänzerin                                                      | 73         |                                                      |
| 24. September | Madis Kõiv                                    | estnischer Schriftsteller, Physiker und Philosoph                              | 84         |                                                      |
| 24. September | Helmut L. Kronjäger                           | österreichischer Fußballspieler, -trainer und funktionär                       | 61         |                                                      |
| 24. September | Lily McBeth                                   | US-amerikanische Transsexuelle und Aktivistin                                  | 80         |                                                      |
| 24. September | Karl Miller                                   | britischer Literaturkritiker                                                   | 83         |                                                      |
| 24. September | Priscilla Mitchell                            | US-amerikanische Country-Sängerin                                              | 73         |                                                      |
| 24. September | Richard Nowotny                               | österreichischer Balletttänzer und -meister                                    | 88         |                                                      |
| 24. September | Hugh Rae                                      | britischer Schriftsteller                                                      | 78         |                                                      |
| 24. September | Stephen Sykes                                 | britischer Bischof                                                             | 75         |                                                      |
| 24. September | Jürgen Taplick                                | deutscher Manager                                                              | 54         |                                                      |
| 23. September | Irven DeVore                                  | US-amerikanischer Anthropologe und Evolutionsbiologe                           | 79         | https://leakeyfoundation.org/irven-devore-1934-2014/ |
| 23. September | Gerhard Forstner                              | österreichischer Bierbrauer                                                    | 65         |                                                      |
| 23. September | Gilles Latulippe                              | kanadischer Schauspieler und Theatermanager                                    | 77         |                                                      |
| 23. September | Otto Paparazzo                                | US-amerikanischer Bauunternehmer                                               | 88         |                                                      |
| 23. September | Bronisław Pawlicki                            | polnischer Hockeyspieler                                                       | 88         |                                                      |
| 23. September | Krešimir Šipuš                                | jugoslawischer Dirigent                                                        | 84         |                                                      |
| 23. September | Thomas Tombrello                              | US-amerikanischer Physiker                                                     | 78         |                                                      |
| 23. September | John Baptist Wang Jin                         | chinesischer Bischof                                                           | 90         |                                                      |
| 22. September | Fernando Cabrita                              | portugiesischer Fußballspieler und -trainer                                    | 91         |                                                      |
| 22. September | Han Grevelt                                   | niederländischer Komponist, Liedtexter und Musikproduzent                      | 76         |                                                      |
| 22. September | Ray Lambrecht                                 | US-amerikanischer Oldtimer-Sammler                                             | 96         |                                                      |
| 22. September | Skip E. Lowe                                  | US-amerikanischer Fernsehmoderator                                             | 85         |                                                      |
| 22. September | Adelaida García Morales                       | spanische Schriftstellerin                                                     | ≈69        |                                                      |
| 22. September | Sahana Pradhan                                | nepalesische Politikerin                                                       | 87         |                                                      |
| 22. September | Flor Van Noppen                               | belgischer Politiker                                                           | 58         |                                                      |
| 22. September | Erik van der Wurff                            | niederländischer Komponist und Pianist                                         | 69         |                                                      |
| 22. September | Cara Silverman                                | US-amerikanische Filmeditorin                                                  | 54         |                                                      |
| 21. September | Shirley Baker                                 | britische Fotografin                                                           | 82         |                                                      |
| 21. September | Cecilia Cenci                                 | argentinische Schauspielerin                                                   | 72         |                                                      |
| 21. September | Francesco Fornabaio                           | italienischer Kunstflug-Pilot                                                  | 57         |                                                      |
| 21. September | Arnulf Fritsch                                | österreichischer Chirurg                                                       | 87         |                                                      |
| 21. September | Michael Harari                                | israelischer Geheimdienstoffizier                                              | 87         | [ 11 ]                                               |
| 21. September | Caldwell Jones                                | US-amerikanischer Basketballspieler                                            | 64         |                                                      |
| 21. September | Roland Ladwig                                 | deutscher Maler                                                                | 78         |                                                      |
| 21. September | John Chrysostom Lan Shi                       | chinesischer Bischof                                                           | 89         |                                                      |
| 21. September | Theo Mayer-Kuckuk                             | deutscher Physiker                                                             | 87         |                                                      |
| 21. September | Ruben Kun                                     | nauruischer Politiker                                                          | 72         |                                                      |
| 21. September | Marguerite Müller-Yao                         | chinesisch-deutsche Malerin und Kunsthistorikerin                              | 79         |                                                      |
| 21. September | Gerhard Neukum                                | deutscher Planetenforscher und Geophysiker                                     | 70         |                                                      |
| 21. September | Sheldon Patinkin                              | US-amerikanischer Theaterwissenschaftler, -regisseur und -schauspieler         | 79         |                                                      |
| 21. September | Joseph Plaskett                               | kanadischer Maler                                                              | 96         |                                                      |
| 21. September | Manfred Poweleit                              | deutscher Journalist und Herausgeber                                           | 59         | [ 12 ]                                               |
| 21. September | Alistair Reid                                 | britischer Dichter, Essayist und Übersetzer                                    | 88         |                                                      |
| 21. September | Erich Schultze-Gebhardt                       | deutscher Heimatkundler, Heimat- und Denkmalpfleger                            | 85         |                                                      |
| 21. September | Paul Tiedemann                                | deutscher Handballspieler und -trainer                                         | 79         |                                                      |
| 21. September | Peter Treuner                                 | deutscher Raumplaner                                                           | 76         |                                                      |
| 21. September | Alexei Tscherwonenkis                         | russischer Informatiker                                                        | 76         |                                                      |
| 21. September | Rémi Waterhouse                               | französischer Drehbuchautor und Regisseur                                      | 58         |                                                      |
| 21. September | Jan Werner                                    | polnischer Leichtathlet                                                        | 68         |                                                      |
| 20. September | Mary Lea Bandy                                | US-amerikanische Filmkonservatorin                                             | 71         |                                                      |
| 20. September | Anatoli Beresowoi                             | sowjetischer Kosmonaut                                                         | 72         |                                                      |
| 20. September | Polly Bergen                                  | US-amerikanische Schauspielerin und Sängerin                                   | 84         |                                                      |
| 20. September | Hans-Georg Bohle                              | deutscher Geograph                                                             | 66         |                                                      |
| 20. September | Pino Cerami                                   | belgischer Radrennfahrer                                                       | 92         |                                                      |
| 20. September | Peter de Clercq Zubli                         | niederländischer Architekt                                                     | 81         | [ 13 ]                                               |
| 20. September | J. California Cooper                          | US-amerikanische Schriftstellerin                                              | 82         |                                                      |
| 20. September | Hans-Dieter Dechent                           | deutscher Automobilrennfahrer und Teambesitzer                                 | 74         |                                                      |
| 20. September | Takako Doi                                    | japanische Politikerin                                                         | 85         |                                                      |
| 20. September | Odette Gartenlaub                             | französische Komponistin, Pianistin und Musikpädagogin                         | 92         |                                                      |
| 20. September | Reinhold Gutzelnig                            | österreichischer Motorradrennfahrer                                            | 56         |                                                      |
| 20. September | Pati Hill                                     | US-amerikanische Künstlerin und Schriftstellerin                               | 93         |                                                      |
| 20. September | William Lopez                                 | US-amerikanisches Justizopfer                                                  | 55         |                                                      |
| 20. September | Erik Ninn-Hansen                              | dänischer Politiker                                                            | 92         |                                                      |
| 20. September | Anton Günther Herzog von Oldenburg            | deutscher Adelsnachkomme                                                       | 91         |                                                      |
| 20. September | Alfred Prinz                                  | österreichischer Klarinettist, Komponist und Hochschullehrer                   | 84         |                                                      |
| 20. September | Theo Schwonzen                                | deutscher Mediziner                                                            | 93         |                                                      |
| 20. September | George Sluizer                                | niederländischer Filmregisseur                                                 | 82         |                                                      |
| 19. September | Guntram Brattia                               | österreichischer Schauspieler und Theaterregisseur                             | 47         |                                                      |
| 19. September | Keith Brueckner                               | US-amerikanischer Physiker                                                     | 90         |                                                      |
| 19. September | Milton Cardona                                | puerto-ricanischer Perkussionist                                               | 69         |                                                      |
| 19. September | Marcel Dussault                               | französischer Radrennfahrer                                                    | 88         |                                                      |
| 19. September | Horacio Cassinelli Muñoz                      | uruguayischer Jurist                                                           | 82         |                                                      |
| 19. September | Gaby Dlugi-Winterberg                         | deutsche Fußballspielerin                                                      | 65         |                                                      |
| 19. September | Avraham Heffner                               | israelischer Filmregisseur                                                     | 79         |                                                      |
| 19. September | Iain MacCormick                               | britischer Politiker                                                           | 74         |                                                      |
| 19. September | Hilda Oates                                   | kubanische Schauspielerin                                                      | 89         |                                                      |
| 19. September | U. Shrinivas                                  | indischer Mandolinist                                                          | 45         |                                                      |
| 19. September | George Trofimoff                              | deutsch-russischer Agent                                                       | 87         |                                                      |
| 19. September | Petru Zimmer                                  | rumänischer Fußballspieler                                                     | 65 oder 66 |                                                      |
| 18. September | Hani Fahs                                     | libanesischer Geistlicher                                                      | 68         |                                                      |
| 18. September | Jan Berdyszak                                 | polnischer Künstler                                                            | 80         |                                                      |
| 18. September | Jürgen Fijalkowski                            | deutscher Politikwissenschaftler und Soziologe                                 | 86         | [ 14 ]                                               |
| 18. September | Ruth Galinski                                 | deutsche Holocaustüberlebende                                                  | 93         |                                                      |
| 18. September | Oleg Iwanowski                                | sowjetischer bzw. russischer Raumfahrtingenieur                                | 92         |                                                      |
| 18. September | Harri Jõgisalu                                | estnischer Schriftsteller                                                      | 92         |                                                      |
| 18. September | Agneša Kalinová                               | tschechoslowakische Journalistin, Publizistin, Filmkritikerin und Übersetzerin | 90         |                                                      |
| 18. September | Margrit Lisner                                | deutsche Kunsthistorikerin                                                     | 94         |                                                      |
| 18. September | Will Radcliff                                 | US-amerikanischer Unternehmer                                                  | 74         |                                                      |
| 18. September | Elsbeth Rickers                               | deutsche Politikerin                                                           | 98         |                                                      |
| 18. September | Earl Ross                                     | kanadischer Automobilrennfahrer                                                | 73         |                                                      |
| 18. September | Rudolf Schmidlin                              | Schweizer Politiker                                                            | 83         |                                                      |
| 18. September | Hirofumi Uzawa                                | japanischer Wirtschaftswissenschaftler                                         | 86         |                                                      |
| 18. September | Olivier Vanneste                              | belgischer Wirtschaftswissenschaftler und Politiker                            | 84         |                                                      |
| 18. September | Kenny Wheeler                                 | kanadischer Jazzmusiker                                                        | 84         |                                                      |
| 17. September | Peter von Bagh                                | finnischer Filmhistoriker und Regisseur                                        | 71         |                                                      |
| 17. September | Andreas Brandt                                | deutscher Architekt                                                            | 77         |                                                      |
| 17. September | Rudolf Güdel                                  | Schweizer Unternehmer                                                          | 65         |                                                      |
| 17. September | George Hamilton IV.                           | US-amerikanischer Countrysänger                                                | 77         |                                                      |
| 17. September | Wolfgang Held                                 | deutscher Schriftsteller und Drehbuchautor                                     | 84         |                                                      |
| 17. September | Andrij Hussin                                 | ukrainischer Fußballspieler                                                    | 41         |                                                      |
| 17. September | David Jones                                   | US-amerikanischer Florist                                                      | 78         |                                                      |
| 17. September | Guinter Kahn                                  | deutsch-US-amerikanischer Dermatologe                                          | 80         |                                                      |
| 17. September | Renée Klang de Guzmán                         | dominikanische First Lady                                                      | 98         |                                                      |
| 17. September | Gerald Larue                                  | US-amerikanischer Religionswissenschaftler und Archäologe                      | 98         |                                                      |
| 17. September | Peter Macke                                   | deutscher Jurist                                                               | 74         |                                                      |
| 17. September | Paul Sidey                                    | britischer Verleger                                                            | 71         |                                                      |
| 17. September | Irma Uschkamp                                 | deutsche Politikerin                                                           | 85         |                                                      |
| 17. September | China Zorrilla                                | uruguayische Schauspielerin                                                    | 92         |                                                      |
| 17. September | Pieter Adriaan van Zwieten                    | niederländischer Pharmakologe                                                  | 77         |                                                      |
| 16. September | Michael Hayes                                 | britischer Regisseur und Schauspieler                                          | 85         |                                                      |
| 16. September | Franziska Kohlund                             | Schweizer Schauspielerin                                                       | 67         | [ 15 ]                                               |
| 16. September | Stefan Krachten                               | deutscher Schlagzeuger                                                         | 56         |                                                      |
| 16. September | Jef Lataster                                  | niederländischer Leichtathlet                                                  | 92         |                                                      |
| 16. September | Wilhelm Lieven                                | deutscher Politiker                                                            | 80         |                                                      |
| 16. September | John McIlwaine                                | britischer Archäologe und Rechtsmediziner                                      | 51         |                                                      |
| 16. September | Louis Menar                                   | Schweizer Sänger, Entertainer und Bandleader                                   | 74         | [ 16 ]                                               |
| 16. September | John Moat                                     | britischer Dichter                                                             | 78         |                                                      |
| 16. September | Liesl Müller-Johnson                          | österreichische Chansonsängerin                                                | 92         |                                                      |
| 16. September | Alf Ivar Samuelsen                            | norwegischer Politiker                                                         | 72         |                                                      |
| 16. September | Richard F. Thompson                           | US-amerikanischer Neuropsychologe                                              | 84         |                                                      |
| 16. September | Georges Vendryes                              | französischer Nuklearingenieur                                                 | 94         |                                                      |
| 15. September | John Anderson                                 | US-amerikanischer Politiker                                                    | 97         |                                                      |
| 15. September | Ted Belytschko                                | US-amerikanischer Ingenieurwissenschaftler                                     | 71         |                                                      |
| 15. September | Giuliana Berlinguer                           | italienische Regisseurin und Drehbuchautorin                                   | 80         |                                                      |
| 15. September | Thomas Hale Boggs Jr.                         | US-amerikanischer Wirtschaftslobbyist                                          | 73         |                                                      |
| 15. September | Jackie Cain                                   | US-amerikanische Jazzsängerin                                                  | 86         |                                                      |
| 15. September | Jitzchak Chofi                                | israelischer Geheimdienstler                                                   | 87         |                                                      |
| 15. September | Peggy Fenner                                  | britische Politikerin                                                          | 91         |                                                      |
| 15. September | Renate Köhler                                 | deutsche Politikerin                                                           | 76         |                                                      |
| 15. September | Thomas Lenk                                   | deutscher Bildhauer                                                            | 81         |                                                      |
| 15. September | Karl Osner                                    | deutscher Ministerialbeamter                                                   | 87         |                                                      |
| 15. September | Robert E. Poli                                | US-amerikanischer Gewerkschafter                                               | 78         |                                                      |
| 15. September | Alberto Roldán                                | kubanischer Filmemacher                                                        | 81         |                                                      |
| 15. September | Nikolai Romanow                               | russischer Historiker, Nachkomme von Zar Nikolaus I.                           | 91         |                                                      |
| 15. September | Jürg Schubiger                                | Schweizer Schriftsteller                                                       | 77         |                                                      |
| 15. September | Eugen Topolnik                                | jugoslawischer Veterinärmediziner                                              | 102        |                                                      |
| 14. September | Isidoro Álvarez                               | spanischer Unternehmer                                                         | 79         |                                                      |
| 14. September | Tony Auth                                     | US-amerikanischer Karikaturist und Comiczeichner                               | 72         |                                                      |
| 14. September | Else Beitz                                    | deutsche Erziehungswissenschaftlerin                                           | 94         |                                                      |
| 14. September | Bruno Castanheira                             | portugiesischer Radrennfahrer                                                  | 37         |                                                      |
| 14. September | Boris Chimitschew                             | sowjetischer bzw. russischer Schauspieler                                      | 81         |                                                      |
| 14. September | Servílio Conti                                | brasilianischer Bischof                                                        | 97         |                                                      |
| 14. September | Jacques Delarue                               | französischer Polizist und Historiker                                          | 95         |                                                      |
| 14. September | Thoma Deljana                                 | albanischer Politiker                                                          | 90         |                                                      |
| 14. September | Alpha Ibrahim Diallo                          | guineischer Sportfunktionär                                                    | 82         |                                                      |
| 14. September | Sepp Ebelseder                                | österreichischer Journalist                                                    | 86         |                                                      |
| 14. September | Assheton Gorton                               | britischer Filmarchitekt                                                       | 84         |                                                      |
| 14. September | Miroslav Hlinka                               | slowakischer Eishockeyspieler                                                  | 42         |                                                      |
| 14. September | Maria Hugonis Schäfer                         | deutsche Ordensschwester                                                       | 83         |                                                      |
| 14. September | Angus Lennie                                  | britischer Schauspieler                                                        | 84         |                                                      |
| 14. September | Hans Lobenhoffer                              | deutscher Bergsteiger                                                          | 97         |                                                      |
| 14. September | Predrag Manojlović                            | jugoslawischer Wasserballspieler                                               | 62         |                                                      |
| 14. September | Friedrich Müller                              | deutscher Volkswirt und Politiker                                              | 92         |                                                      |
| 14. September | François Wahl                                 | französischer Philosoph und Verleger                                           | 89         |                                                      |
| 13. September | István Avar                                   | ungarischer Schauspieler                                                       | 83         |                                                      |
| 13. September | Friedbert Barg                                | deutscher Journalist                                                           | 67         | [ 17 ]                                               |
| 13. September | Miguel Ángel „Baby“ del Castillo              | uruguayischer Sportjournalist                                                  |            |                                                      |
| 13. September | Giorgos Despinis                              | griechischer Archäologe                                                        | 78         |                                                      |
| 13. September | Milan Galić                                   | jugoslawischer Fußballspieler                                                  | 76         |                                                      |
| 13. September | Friedhilde Krause                             | deutsche Slawistin, Bibliothekswissenschaftlerin und Bibliotheksdirektorin     | 86         |                                                      |
| 13. September | Annalis Leibundgut                            | Schweizer Archäologin                                                          | 82         |                                                      |
| 13. September | Cees Meerman                                  | niederländischer Schlagzeuger                                                  | 64         |                                                      |
| 13. September | Juan Carlos Pellegrini                        | argentinischer Manager                                                         | 86         |                                                      |
| 13. September | Dmitri Sakunenko                              | sowjetischer Eisschnellläufer                                                  | 84         |                                                      |
| 13. September | Matthew Sands                                 | US-amerikanischer Physiker                                                     | 94         |                                                      |
| 13. September | Frank Torre                                   | US-amerikanischer Baseballspieler                                              | 82         |                                                      |
| 13. September | Nigel Walker                                  | britischer Kriminalwissenschaftler                                             | 97         |                                                      |
| 12. September | Atif Abaid                                    | ägyptischer Politiker                                                          | 82         |                                                      |
| 12. September | Vasile Anghel                                 | rumänischer Fußballspieler und -funktionär                                     | 76         |                                                      |
| 12. September | Joseph Abangite Gasi                          | südsudanesischer Bischof                                                       | 86         |                                                      |
| 12. September | Hans-Joachim Blau                             | deutscher Mediziner und Hochschullehrer                                        | 79         |                                                      |
| 12. September | Salah El Mahdi                                | tunesischer Musikwissenschaftler, Musiker und Komponist                        | 89         |                                                      |
| 12. September | Theodore J. Flicker                           | US-amerikanischer Dramaturg und Regisseur                                      | 84         |                                                      |
| 12. September | John Gustafson                                | britischer Bassist                                                             | 72         |                                                      |
| 12. September | Franz Heidhues                                | deutscher Agrarwissenschaftler                                                 | 74         |                                                      |
| 12. September | Antony Kidman                                 | australischer Psychologe und Biochemiker                                       | 75         |                                                      |
| 12. September | Zoran Knežević                                | serbisch-montenegrinischer Politiker                                           | 66         |                                                      |
| 12. September | Andrea Marongiu                               | italienischer Schlagzeuger                                                     | ?          |                                                      |
| 12. September | Ian Paisley                                   | britischer Politiker                                                           | 88         |                                                      |
| 12. September | Eginhard Peters                               | deutscher Meteorologe                                                          | 82         |                                                      |
| 12. September | Bengt Saltin                                  | schwedischer Mediziner, Physiologe und Antidopingexperte                       | 79         |                                                      |
| 12. September | Joe Sample                                    | US-amerikanischer Jazzmusiker                                                  | 75         |                                                      |
| 12. September | Günter Schwanhäußer                           | deutscher Unternehmer und Erfinder                                             | 86         |                                                      |
| 12. September | Erwin Sinnwell                                | deutscher Politiker                                                            | 85         |                                                      |
| 12. September | Tom Skeeter                                   | US-amerikanischer Tonstudio-Betreiber                                          | 82         |                                                      |
| 12. September | Herbert Vorgrimler                            | deutscher katholischer Theologe                                                | 85         |                                                      |
| 12. September | Zhou Weizhi                                   | chinesischer Musiker und Politiker                                             | 98         |                                                      |
| 12. September | Christopher Wray                              | britischer Unternehmer und Schauspieler                                        | 74         |                                                      |
| 12. September | Regina Zielinski                              | polnische Holocaustüberlebende                                                 | 90         |                                                      |
| 11. September | Bob Crewe                                     | US-amerikanischer Songwriter und Musikproduzent                                | 83         |                                                      |
| 11. September | Antoine Duhamel                               | französischer Komponist                                                        | 89         |                                                      |
| 11. September | Andrew Elkington                              | britischer Mediziner                                                           | 78         |                                                      |
| 11. September | Mirko Ellis                                   | Schweizer Schauspieler                                                         | 91         |                                                      |
| 11. September | Joachim Fuchsberger                           | deutscher Schauspieler und Moderator                                           | 87         |                                                      |
| 11. September | Rudolf Kortokraks                             | deutscher Maler                                                                | 86         |                                                      |
| 11. September | Jörg Martin                                   | deutscher Bibliothekar und Musikwissenschaftler                                | 77         |                                                      |
| 11. September | Cosimo Matassa                                | US-amerikanischer Tonstudio-Betreiber und Toningenieur                         | 88         |                                                      |
| 11. September | Per Nykrog                                    | dänischer Romanist und Mediävist                                               | 88         |                                                      |
| 11. September | Johnny Rotella                                | US-amerikanischer Musiker und Songwriter                                       | 93         |                                                      |
| 11. September | Donald Sinden                                 | britischer Schauspieler                                                        | 90         |                                                      |
| 11. September | Johannes Skrywer                              | namibischer Politiker                                                          | 76         | [ 18 ]                                               |
| 11. September | Elizabeth Whelan                              | US-amerikanische Epidemiologin und Gesundheitsgremiumgründerin                 | 70         |                                                      |
| 11. September | Paul Wingo                                    | US-amerikanischer Jazzgitarrist                                                | 68         |                                                      |
| 10. September | Emilio Botín                                  | spanischer Bankier                                                             | 79         |                                                      |
| 10. September | Richard Kiel                                  | US-amerikanischer Schauspieler                                                 | 74         |                                                      |
| 10. September | Günter Lüling                                 | deutscher Theologe und Orientalist                                             | 85         | [ 19 ]                                               |
| 10. September | Edward Nelson                                 | US-amerikanischer Mathematiker                                                 | 82         |                                                      |
| 10. September | Walter Lewis McVey                            | US-amerikanischer Politiker                                                    | 92         |                                                      |
| 10. September | Horst A. Reichel                              | deutscher Schauspieler                                                         | 78         |                                                      |
| 10. September | Yoshinori Sakai                               | japanischer Leichtathlet                                                       | 69         | [ 20 ]                                               |
| 10. September | Károly Sándor                                 | ungarischer Fußballspieler                                                     | 85         |                                                      |
| 10. September | António José da Silva Garrido                 | portugiesischer Fußballschiedsrichter                                          | 81         |                                                      |
| 10. September | Ernst Wilfer                                  | deutscher Ingenieur und Erfinder                                               | 91         | [ 21 ]                                               |
| 9. September  | Hassan Abboud                                 | syrischer Islamistenführer                                                     | ?          |                                                      |
| 9. September  | Feroza Begum                                  | bangladeschische Sängerin                                                      | 84         | [ 22 ]                                               |
| 9. September  | Rafael Carret                                 | argentinischer Schauspieler, Komponist und TV-Moderator                        | 90         |                                                      |
| 9. September  | Max Ellen                                     | deutsch-amerikanischer Geiger                                                  | 88         |                                                      |
| 9. September  | Dieter Esslinger                              | namibischer Pädagoge und Schriftsteller                                        | 73         | [ 23 ]                                               |
| 9. September  | Arthur Hänsenberger                           | Schweizer Politiker                                                            | 87         |                                                      |
| 9. September  | Henri Hohenemser                              | deutscher Theaterregisseur, Schauspieler und Maler                             | 67         |                                                      |
| 9. September  | Graham Joyce                                  | britischer Schriftsteller                                                      | 59         |                                                      |
| 9. September  | Zsolt Kézdi-Kovács                            | ungarischer Filmregisseur                                                      | 78         |                                                      |
| 9. September  | Oldřich František Korte                       | tschechischer Komponist                                                        | 88         | [ 24 ]                                               |
| 9. September  | Horst Loebe                                   | deutscher Hörspielregisseur                                                    | 90         |                                                      |
| 9. September  | Don Manning                                   | US-amerikanischer Jazz-Schlagzeuger und Rundfunkmoderator                      | 87         |                                                      |
| 9. September  | Denny Miller                                  | US-amerikanischer Schauspieler                                                 | 80         |                                                      |
| 9. September  | Sean O’Haire                                  | US-amerikanischer Wrestler                                                     | 43         |                                                      |
| 9. September  | Bob Suter                                     | US-amerikanischer Eishockeyspieler                                             | 57         |                                                      |
| 9. September  | Antonín Tučapský                              | tschechischer Komponist und Dirigent                                           | 86         |                                                      |
| 9. September  | Robert Young                                  | britischer Gitarrist                                                           | 49         |                                                      |
| 9. September  | Andrei Călin Zanc                             | rumänischer Fußballspieler, -trainer und Geschäftsmann                         | 43         |                                                      |
| 8. September  | Marvin Barnes                                 | US-amerikanischer Basketballspieler                                            | 62         |                                                      |
| 8. September  | Robert Bauer                                  | deutscher Mykologe                                                             | 63         |                                                      |
| 8. September  | S. Truett Cathy                               | US-amerikanischer Unternehmer                                                  | 93         |                                                      |
| 8. September  | Erhard Egidi                                  | deutscher Kirchenmusikdirektor                                                 | 85         | [ 25 ]                                               |
| 8. September  | Rashi Fein                                    | US-amerikanischer Wirtschaftswissenschaftler                                   | 88         |                                                      |
| 8. September  | Goose Gonsoulin                               | US-amerikanischer American-Football-Spieler                                    | 76         |                                                      |
| 8. September  | John King                                     | britischer Maler                                                               | 85         |                                                      |
| 8. September  | Heiner Marré                                  | deutscher Jurist                                                               | 85         |                                                      |
| 8. September  | Magda Olivero                                 | italienische Sopranistin                                                       | 104        |                                                      |
| 8. September  | Otto Hermann Pesch                            | deutscher Theologe                                                             | 83         | [ 26 ]                                               |
| 8. September  | Rubén Peucelle                                | argentinischer Wrestler                                                        | 81         |                                                      |
| 8. September  | Tibor Rudas                                   | ungarischer Konzertveranstalter                                                | 94         |                                                      |
| 8. September  | Valdo Sciammarella                            | argentinischer Komponist                                                       | 90         |                                                      |
| 8. September  | Gerald Wilson                                 | US-amerikanischer Jazzmusiker                                                  | 96         |                                                      |
| 7. September  | Francis Cavalier-Bénézet                      | französischer Politiker                                                        | 92         |                                                      |
| 7. September  | Maryna Doroschenko                            | ukrainische Basketballspielerin                                                | 33         |                                                      |
| 7. September  | Raul M. Gonzalez                              | philippinischer Politiker                                                      | 83         | [ 27 ]                                               |
| 7. September  | Sally Green                                   | US-amerikanische Tischtennisspielerin                                          | 91         |                                                      |
| 7. September  | Ottniell Jürissaar                            | estnischer Dichter und Musiker                                                 | 90         |                                                      |
| 7. September  | Don Keefer                                    | US-amerikanischer Schauspieler                                                 | 98         |                                                      |
| 7. September  | Yves Moraud                                   | französischer Romanist und Literaturwissenschaftler                            | 80         |                                                      |
| 7. September  | Yoshiko Ōtaka                                 | japanische Sängerin, Schauspielerin und Politikerin                            | 94         |                                                      |
| 7. September  | Nahid Anahita Ratebzad                        | afghanische Diplomatin und Politikerin                                         | 83         |                                                      |
| 7. September  | Kwon Ri-se                                    | südkoreanische Sängerin                                                        | 23         |                                                      |
| 7. September  | Alexander von Rosen                           | deutscher Schauspieler bei Bühne und Fernsehen                                 | 84         |                                                      |
| 7. September  | Elsa-Marianne von Rosen                       | schwedische Balletttänzerin und Schauspielerin                                 | 90         |                                                      |
| 7. September  | Manfred-Carl Schinkel                         | deutscher Jurist                                                               | 79         | [ 28 ]                                               |
| 7. September  | Eberhard Schlotter                            | deutscher Maler und Grafiker                                                   | 93         |                                                      |
| 7. September  | H. Russel Smith                               | US-amerikanischer Manager                                                      | 100        |                                                      |
| 6. September  | Gail V. Anderson                              | US-amerikanischer Mediziner                                                    | 88         |                                                      |
| 6. September  | Heinz Becker                                  | deutscher Chirurg                                                              | 66         |                                                      |
| 6. September  | Hugo Bogensberger                             | österreichischer Religionssoziologe                                            | 85         |                                                      |
| 6. September  | Odd Bondevik                                  | norwegischer Bischof                                                           | 73         |                                                      |
| 6. September  | Antoni Czajka                                 | polnischer Politiker                                                           | 85         |                                                      |
| 6. September  | Jim Dobbin                                    | britischer Politiker                                                           | 73         |                                                      |
| 6. September  | Josef Federer                                 | deutscher Politiker                                                            | 93         |                                                      |
| 6. September  | Cirilo Flores                                 | US-amerikanischer Bischof                                                      | 66         |                                                      |
| 6. September  | Stefan Gierasch                               | US-amerikanischer Schauspieler                                                 | 88         |                                                      |
| 6. September  | Édith Girard                                  | französische Architektin                                                       | 65         |                                                      |
| 6. September  | Molly Glynn                                   | US-amerikanische Schauspielerin                                                | 46         |                                                      |
| 6. September  | Siegbert Löschau                              | deutscher Politiker                                                            | 84         |                                                      |
| 6. September  | Martin D. McLee                               | US-amerikanischer Bischof                                                      | 59         |                                                      |
| 6. September  | Reinhard Pfalz                                | deutscher Mediziner                                                            | 59         | [ 29 ]                                               |
| 6. September  | Robert T. Schimke                             | US-amerikanischer Biochemiker und Krebsforscher                                | 81         |                                                      |
| 6. September  | Kira Sworykina                                | sowjetische bzw. russische Schachspielerin                                     | 94         |                                                      |
| 5. September  | Simone Battle                                 | US-amerikanische Schauspielerin und Sängerin                                   | 25         |                                                      |
| 5. September  | Kerrie Biddell                                | australische Jazzsängerin                                                      | 67         |                                                      |
| 5. September  | Karel Černý                                   | tschechoslowakischer Szenenbildner                                             | 92         |                                                      |
| 5. September  | Anny Felbermayer                              | österreichische Sopranistin                                                    | 87         |                                                      |
| 5. September  | Klaus Fröhlich                                | deutscher Physiker                                                             | 77         |                                                      |
| 5. September  | Noel Hinners                                  | US-amerikanischer Raumfahrtingenieur                                           | 78         |                                                      |
| 5. September  | Ruth Kappelsberger                            | deutsche Fernsehansagerin und Schauspielerin                                   | 86         | [ 30 ]                                               |
| 5. September  | Bernd Kramer                                  | deutscher Verleger                                                             | 74         |                                                      |
| 5. September  | Nicole Lubtchansky                            | französische Filmeditorin                                                      | 77         |                                                      |
| 5. September  | Terence Moakley                               | US-amerikanischer Jurist und Aktivist                                          | 69         |                                                      |
| 5. September  | Bruce Morton                                  | US-amerikanischer Journalist                                                   | 83         |                                                      |
| 5. September  | Ron Mulock                                    | australischer Politiker                                                        | 84         |                                                      |
| 5. September  | Terrance Paul                                 | US-amerikanischer Software-Entwickler und Unternehmer                          | 67         |                                                      |
| 5. September  | Wolfgang Wruck                                | deutscher Fußballspieler                                                       | 70         |                                                      |
| 4. September  | Kurt Abels                                    | deutscher Germanist                                                            | 85         |                                                      |
| 4. September  | Martynas Andriukaitis                         | litauischer Basketballspieler                                                  | 33         |                                                      |
| 4. September  | Donatas Banionis                              | sowjetischer bzw. litauischer Schauspieler                                     | 90         |                                                      |
| 4. September  | Theodor Bröcker                               | deutscher Mathematiker                                                         | 76         |                                                      |
| 4. September  | Riva Castleman                                | US-amerikanische Kunsthistorikerin und Museumskuratorin                        | 84         |                                                      |
| 4. September  | Gustavo Cerati                                | argentinischer Musiker                                                         | 55         |                                                      |
| 4. September  | Franca Falcucci                               | italienische Politikerin                                                       | 88         |                                                      |
| 4. September  | Bonaventura Henrich                           | deutscher Ordensgeistlicher                                                    | 87         |                                                      |
| 4. September  | Włodzimierz Kotoński                          | polnischer Komponist                                                           | 89         |                                                      |
| 4. September  | Gerrit Kouwenaar                              | niederländischer Dichter und Übersetzer                                        | 91         | [ 31 ]                                               |
| 4. September  | Hopeton Lewis                                 | jamaikanischer Sänger, Komponist und Pionier des Rocksteady                    | 66         |                                                      |
| 4. September  | Edi Mall                                      | österreichischer Skirennläufer                                                 | 90         |                                                      |
| 4. September  | Karl-Günter Möpert                            | deutscher Bildhauer                                                            | 80         |                                                      |
| 4. September  | Walter Oehry                                  | liechtensteinischer Politiker                                                  | 88         |                                                      |
| 4. September  | Wolfhart Pannenberg                           | deutscher Theologe                                                             | 85         |                                                      |
| 4. September  | Giovanni Pinarello                            | italienischer Radrennfahrer und Unternehmer                                    | 92         |                                                      |
| 4. September  | Joan Rivers                                   | US-amerikanische Entertainerin                                                 | 81         |                                                      |
| 4. September  | Ekkehard Schalich                             | österreichischer Jurist                                                        | 73         |                                                      |
| 4. September  | Hagen Schulze                                 | deutscher Historiker                                                           | 71         |                                                      |
| 4. September  | Edgar Steele                                  | US-amerikanischer Jurist                                                       | 69         |                                                      |
| 4. September  | Dick Thompson                                 | US-amerikanischer Automobilrennfahrer                                          | 94         |                                                      |
| 4. September  | Camille Wolff                                 | britische Buchhändlerin und Autorin                                            | 102        |                                                      |
| 4. September  | David Wynne                                   | britischer Bildhauer                                                           | 88         |                                                      |
| 3. September  | Margot Leonard                                | deutsche Schauspielerin und Synchronsprecherin                                 | 86         |                                                      |
| 3. September  | Marina von Ditmar                             | deutsche Schauspielerin                                                        | 99         |                                                      |
| 3. September  | Thawan Duchanee                               | thailändischer Künstler                                                        | 74         |                                                      |
| 3. September  | Go Eun-bi                                     | südkoreanische Sängerin                                                        | 21         |                                                      |
| 3. September  | Mildred Friedman                              | US-amerikanische Museumskuratorin                                              | 85         |                                                      |
| 3. September  | Manfred Salzmann                              | deutscher Geograph und Heimatkundler                                           | 89         |                                                      |
| 3. September  | Rolf Sauerwein                                | deutscher Zeichner                                                             | 71         |                                                      |
| 3. September  | Carlos Silva                                  | uruguayischer Radiomoderator                                                   |            |                                                      |
| 3. September  | Andy Stapp                                    | US-amerikanischer Aktivist und Gewerkschafter                                  | 70         |                                                      |
| 3. September  | Sheila Stewart                                | britische Schriftstellerin                                                     | 86         |                                                      |
| 3. September  | Alfred Wendehorst                             | deutscher Historiker                                                           | 87         |                                                      |
| 3. September  | Ernst Wolff                                   | deutscher Motorsportler                                                        | 78         |                                                      |
| 2. September  | Ute Boy                                       | deutsche Schauspielerin und Fernsehansagerin                                   | 75         |                                                      |
| 2. September  | Elfie Casty                                   | Schweizer Kochbuchautorin                                                      | ?          |                                                      |
| 2. September  | Daniel Dicenta                                | spanischer Schauspieler                                                        | 76         |                                                      |
| 2. September  | Norman Gordon                                 | südafrikanischer Cricketspieler                                                | 103        |                                                      |
| 2. September  | Tobias Graf                                   | deutscher Schlagzeuger                                                         | 35         |                                                      |
| 2. September  | Christian Herfarth                            | deutscher Mediziner                                                            | 81         |                                                      |
| 2. September  | William Merton                                | britischer Weltkriegsveteran und Bankmanager                                   | 96         |                                                      |
| 2. September  | John David Malet Vaughan, 8. Earl of Lisburne | irischer Peer und Geschäftsmann                                                | 96         |                                                      |
| 2. September  | Helena Rakoczy                                | polnische Turnerin                                                             | 92         |                                                      |
| 2. September  | Sándor Rozsnyói                               | ungarischer Leichtathlet                                                       | 83         |                                                      |
| 2. September  | Leo Schöngruber                               | österreichischer Architekt, Maler und Zeichner                                 | 86         |                                                      |
| 2. September  | A. P. Venkateswaran                           | indischer Diplomat                                                             | 84         |                                                      |
| 2. September  | James White                                   | irischer Politiker der Fine Gael                                               | 76         |                                                      |
| 1. September  | Larry Barrett                                 | US-amerikanischer Songwriter und Countrysänger                                 | 59         |                                                      |
| 1. September  | Ralf Bendix                                   | deutscher Schlagersänger                                                       | 90         |                                                      |
| 1. September  | Ahmed Abdi Godane                             | somalischer Terrorist                                                          | 37         | [ 32 ]                                               |
| 1. September  | Peter Amend                                   | deutscher Künstlermanager                                                      | 70         |                                                      |
| 1. September  | David Anderle                                 | US-amerikanischer Musikproduzent                                               | 77         |                                                      |
| 1. September  | Fernando Barboza                              | uruguayischer Fußballspieler und -trainer                                      | 50         |                                                      |
| 1. September  | Günther Berger                                | deutscher Bildhauer                                                            | 85         |                                                      |
| 1. September  | Roger Blamey                                  | britischer Mediziner                                                           | 79         |                                                      |
| 1. September  | Arturo Hammersley                             | chilenischer Skirennläufer                                                     | 92         |                                                      |
| 1. September  | Gottfried John                                | deutscher Schauspieler                                                         | 72         |                                                      |
| 1. September  | Walter Keller                                 | Schweizer Verleger                                                             | 61         |                                                      |
| 1. September  | Heidi Langauer                                | österreichisch-schweizerische Künstlerin                                       | 75         |                                                      |
| 1. September  | A. J. Langguth                                | US-amerikanischer Journalist, Historiker und Autor                             | 81         |                                                      |
| 1. September  | Michael Luig                                  | deutscher Dirigent und Musikhochschullehrer                                    | 64         |                                                      |
| 1. September  | Óscar Magurno                                 | uruguayischer Politiker                                                        | 84         |                                                      |
| 1. September  | Nibya Mariño                                  | uruguayische Pianistin                                                         | 95         |                                                      |
| 1. September  | Eddie Quarless                                | trinidadischer Calypso-Musiker und Arrangeur                                   | 60         |                                                      |
| 1. September  | Charlie Powell                                | US-amerikanischer American-Football-Spieler                                    | 82         |                                                      |
| 1. September  | Sergio Rodrigues                              | brasilianischer Möbeldesigner                                                  | 86         |                                                      |
| 1. September  | Adolf Theobald                                | deutscher Journalist                                                           | 84         | [ 33 ]                                               |
| 1. September  | Heinrich Volkmann                             | deutscher Sozialhistoriker                                                     | 76         |                                                      |
| 1. September  | Klaus Walleitner                              | deutscher Fußballspieler                                                       | 66         |                                                      |